# Trockene Wundbehandlung
Die trockene Wundbehandlung auch konventionelle oder traditionelle Wundbehandlung ist die Behandlung von Wunden mittels trockener, steriler Verbände. Sie wird auch als traditionelle Wundbehandlung bezeichnet und galt bis in die 1960er Jahre als Methode der Wahl in der Behandlung von akuten und chronischen Wunden. Heute wird sie hauptsächlich in der Behandlung primär heilender, durch Naht oder andere Wundverschlusstechniken verschlossener Verletzungen und Operationswunden eingesetzt. In Ausnahmefällen kommt sie auch in der Behandlung anderer Wunden (etwa trockene Gangrän, oberflächliche Bagatellverletzungen) zur Anwendung.

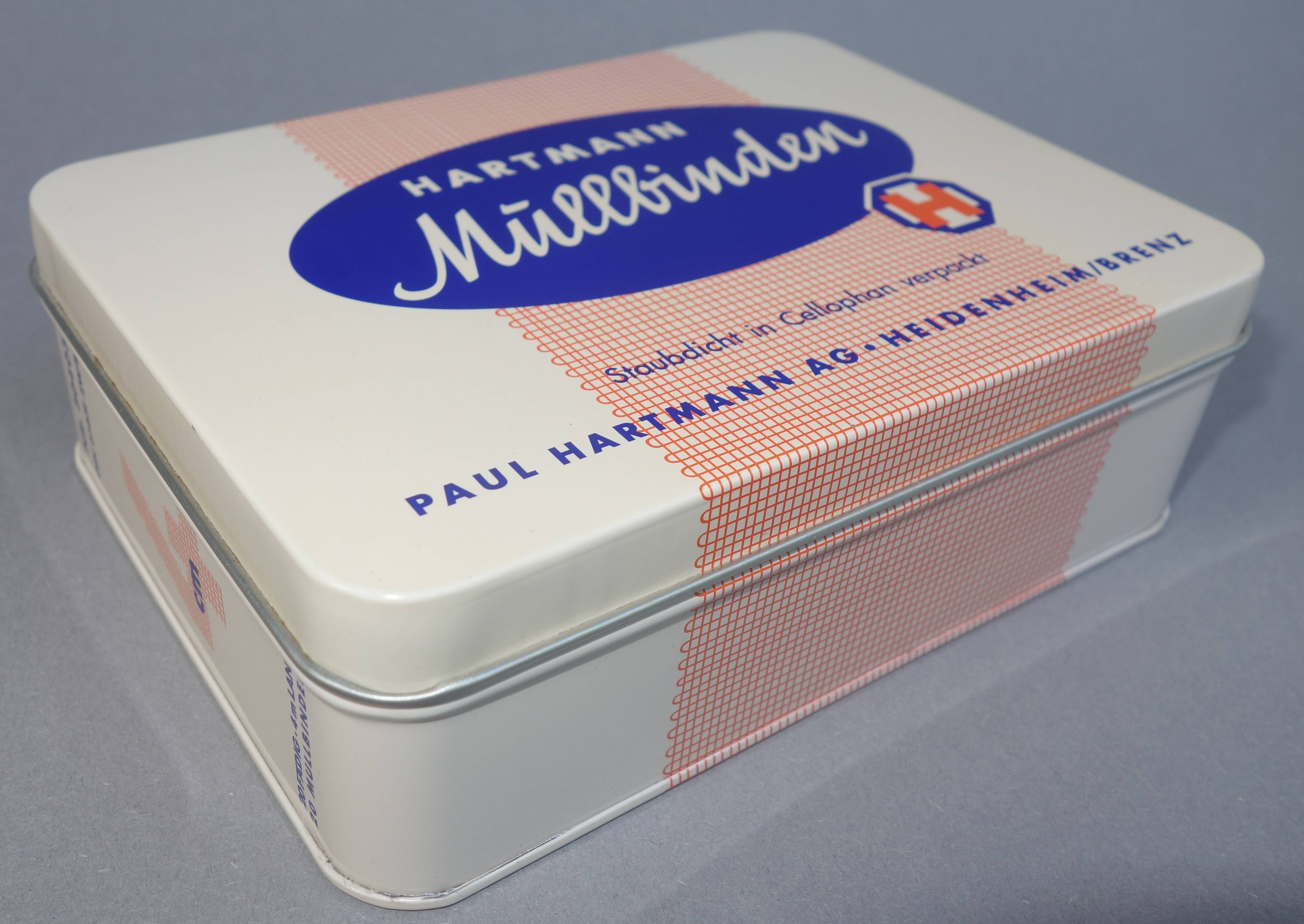
Historisches Kistchen mit Mullbinden von Hartmann

## Ziele der trockenen Wundbehandlung
Der trockene Wundverband soll Blut und Wundsekret aufnehmen, die Wunde vor dem Eindringen von Fremdkörpern und Krankheitserregern schützen, als Träger von Arzneimitteln und Schutz gegenüber mechanischer Belastungen dienen. Dabei soll das Entstehen anaerober Wundverhältnisse vermieden werden.

### Verbandmaterialien und Wundauflagen
Der klassische Wundverband besteht aus einer sterilen Wundauflage aus trockenen Geweben, wie etwa Baumwoll-(Mull) oder den meist kostengünstigeren Vlieskompressen. Darüber wird bei druckempfindlichen Stellen eine zusätzliche Polsterung (etwa aus Watte) angebracht. Bei stark nässenden Wunden kommen kombinierte Saugkompressen zum Einsatz, die aus mehreren Materialschichten bestehen und über einen saugfähigen Kern aus Zellstoff verfügen. Kompressen werden mit Fixiermitteln, wie Mullbinden oder selbstklebendem Material fixiert. Zwischen Kompresse und Wunde platzierte imprägnierte Wundgazen verhindern das Verkleben mit dem Wundgrund oder das Einwachsen von neuem Gewebe in die Kompresse (s. u. Abschnitt „Probleme“). Auch Wundschnellverbände, die haushaltsüblichen Pflaster, sind Produkte der trockenen Wundbehandlung.

### Probleme und Anwenderfehler
Um ein Verkleben und Verwachsen des aufgebrachten Gewebes mit der Wunde zu meiden, müssen trockene Verbände häufig gewechselt werden. Beim Entfernen trockener Kompressen vom Wundgrund wird oft frisches neugebildetes Gewebe, das in die Struktur der Wundauflage eingesprossen ist, abgetragen, was den Heilungsprozess verlangsamt. Diesem sogenannten Wundpeeling, das zudem äußerst schmerzhaft für den Patienten ist, kann durch die Verwendung imprägnierter Wundgazen vorgebeugt werden. Auch diese können allerdings – insbesondere bei wenig nässenden, oberflächlichen Wunden – mit dem Wundgrund verkleben. Ihre wasserabweisende Oberfläche macht ein Befeuchten (um das Ablösen zu erleichtern) unmöglich. Mehrfach gefaltete Wundgaze kann den Abfluss von Wundexsudat behindern, und durch die Bildung von keimfreundlichen, feuchten Kammern das Infektionsrisiko ebenso erhöhen, wie durchnässte Verbände, die Erregern eine Siedlungs- und Wachstumsgrundlage bieten.

### Alternativen
Früher existierte die Vermutung, dass eine nasse Wunde schlecht heilen würde. Außerdem fehlten entsprechende Materialien, welche die Wunde gleichzeitig feucht hielten aber auch ein anaerobes Milieu und das Eindringen von Keimen verhindern konnten. Seit den 1960er Jahren wurde nach Veröffentlichung wissenschaftlicher Arbeiten, unter anderem von G. F. Odland, die trockene Wundbehandlung in der Behandlung offener, infizierter und sekundär heilender Wunden zugunsten der feuchten Wundbehandlung weitgehend abgelöst. Es gilt seitdem der Grundsatz: Trockene Wunden werden trocken, feuchte Wunden feucht behandelt.